# Апічат

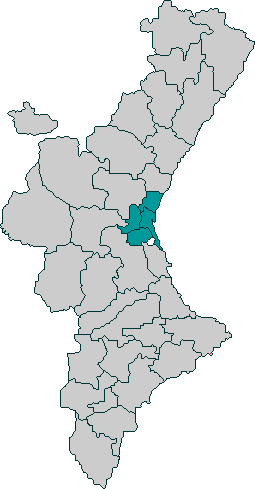
Кумарки історичного регіону «Валенсійська Орта» (Horta de València), де говорять діалектом апічат: Орта-Норд, Орта-Суд, Орта-Оест та м. Валенсія

Діале́кт апіча́т або центральноваленсі́йський діале́кт каталанської мови (кат. valencià apitxat або central) — діалект каталанської (валенсійської) мови, яким говорять у кумарках Автономної області Валенсія Камп-де-Морведре, Орта-Норд, Орта-Суд, Орта-Оест, Валенсія, Камп-де-Турія та Рібера-Алта. Цим діалектом також говорять у муніципалітетах Ґандія (кумарка Сафор) та Онда (кумарка Плана-Башя). 
Іноді діалект апічат класифікують як субдіалект валенсійського діалекту (поряд з кастельоським, південноваленсійським, алаканським та мажурканським субдіалектами).
Більшість лінгвістів вказує на деякі риси цього діалекту (особливо фонетику), які виникли під впливом арагонської та іспанської мов у Середньовіччі — в часи створення Королівства Валенсія. Не зважаючи на це, діалект апічат є одним з діалектів каталанської мови, а не перехідним говором від каталанської до іспанської. 
Окрім деяких особливостей, що виникли під впливом інших мов, у діалекті апічат збереглися деякі архаїчні риси каталанської мови, які було втрачено в інших діалектах: простий доконаний претерит (кат. pretèrit perfet simple — aní, anares, anà тощо), чіткіша вимова ніж у літературній мові кінцевих -lt (molt), -nt (tant) та -mp (camp). З інших рис діалекту слід відзначити відсутність фонем [z] та [dʒ] (в усіх діалектах каталанської мови певні історичні звуки було редуковано, на приклад, у барселонському субдіалекті центральнокаталанського діалекту втрачено звук [v] та оглушено звуки, які записуються літеросполученнями tg та tj — metge → ['mettʃə], platja → ['plattʃə]).

## Особливості діалекту апічат
- Сама назва діалекту вказує на те, що деякі дзвінкі фонеми оглушуються: casa ['kaza] → ['kasa] — будинок, tretze ['tredze] → ['tretse] — тринадцять, metge ['medʒe] → ['metʃe] — лікар;
- Звук [v] переходить у [β], як і в літературній каталанській мові (офіційна мова Автономної області Валенсія — валенсійська мова — кодифікована зі збереженням звуку [v]);
- Збережено архаїчні форми множини деяких іменників: hòmens ['ɔmens] — люди, jóvens ['tʃobens] — молодь (як і у північно-західних діалектах каталанської мови), а також такі слова, як ràvens, orígens, màrgens;
- Як і в інших західних діалектах, відбувається дифтонгізація початкового ненаголошеного o в [aw]: olor → aulor, ofegar → aufegar, obrir → aubrir;
- Після кінцевих глухих проривних з’являється коротке [ĕ], схоже на французьке «e muet»: nit → ['nittĕ], crec → ['krekkĕ], prop → ['proppĕ]. Для інших носіїв каталанської мови саме ця риса є основною для визначення носіїв діалекту апічат;
- Замість повної форми слабких займенників вживаються непрямі форми: em dic Pep → me diuen Pep, es troba malament → se troba malament;
- У рефлексивних дієсловах замість займенників mos (варіант займенника nos) та vos вживається форма se: mos rentem → se rentem, vos estudieu → s'estudieu;
- Діалектові притаманне фонетичне явище «йєїзму», коли [λ] переходить в [j]: llet → iet, vall → bai;
- Часто [s] перед приголосною переходить в [h]: vesprada → [beh'ppra], has posat → ['ahpo’sat], escolta → [ah'kɔlta]. Такі фонетичні зміни притаманні розмовній іспанській мові, особливо на півдні Іберійського півострова. У кумарці Орта-Суд міжголосна -s-, що позначає у літературній мові фонему [z], теж переходить у [h]: mosatros → [mo'hatros].

## Приклад тексту діалектом (субдіалектом) апічат
Приклади наведено з Притчи про блудного сина, Євангеліє від Луки Нового Заповіту.
Текст літературною мовою
Un home només tenia dos fills. El més jove va dir al seu pare: «Ja és hora que sigui el meu propi amo i que tingui cèntims; me n'he [me n'haig] d'anar a veure món. Partiu la vostra herència i doneu-me el que em toqui». «Ai, fill meu», va dir el pare, «com vulguis; ets un dolent i Déu et castigarà». I després va obrir un calaix, va partir la seva herència i va fer-ne [en va fer] dues parts. Al cap d'uns quants dies, el dolent se'n va anar del poble molt tibat i sense dir adéu a ningú. Va travessar molta terra ferma, molts boscs i molts rius, i va arribar a una gran ciutat on [a on] va gastar tots els cèntims.
Дослівний переклад українською з каталанської
Жив собі чоловік, у якого було два сини. Молодший сказав батькові: «Час мені йти за своєю долею та заробити грошей, мушу піти подивитися світ. Поділіть Ваш і дай мені належну частину.» «Сине мій — сказав батько — як бажаєш, ти — недобра людина і Бог тебе покарає». Після цього він відкрив скриньку та поділив усе, що мав, на дві частини. За декілька днів, його недобрий син дуже задоволений пішов з селища і не попрощався ні з ким. Він мандрував пустими землями, багатьма лісами та багатьма ріками та прийшов до великого міста, де він витратив усі свої гроші.
Діалект (субдіалект) апічат (муніципалітет Бенагуазіл, кат. Benaguasil)
Un home només tenia dos fillx. El més txobe digué a son pare: «Ia és hora que siga el meu propi amo i que tinga dinés: és precís que puga anar-me'n a bore món. Partixca'ls seus béns i done'm lo que me toque».
«Ai, fill meu», digué'l pare, «com bullgues, eres un roín i seràs castigat». I en acabant aubrigué un calaix, partí'ls seus béns i ne feu dos parts.
Uns dies después, el roín se n'anà del poble molt ufà i sense dir adiós a ningú. Trabessà moltes terres ermes, mol(t)s boscos i mol(t)s rius, i arribà a una gran ciutat on se gastà tots els dinés.
Діалект (субдіалект) апічат (північ кумарки Рібера-Алта)
Un home només tenia dos fillx. El més txobe li digué/va dir a sun pare: «Ia és hora que siga el meu propi amo i que tinga dinés: és precís que puga anar-men a bore món. Partixca'ls seus béns i done'm lo que me toque»
«Ai, fill meu», digué'l pare, "com bullgues, eres roín i seràs castigat. I en acabant/endespués/después aurí/va aurir un caixó, partí/va partir els seus béns i en feu dos parts.
Uns dies después, el roín se n'anà del poble ben pagat i sinse dir-li adéu/adiós a ningú. Atrabessà/va atrabessar moltes terres ermes, moltx boscos i moltx rius, i arribà a una gran ciutat aon se gastà/va gastar totx els dinés. 